# Autophila subligaminosa
Autophila subligaminosa là một loài bướm đêm trong họ Erebidae.